# Toller Hecht auf krummer Tour
Toller Hecht auf krummer Tour ist ein deutscher Spielfilm von Akos von Ratony aus dem Jahre 1961 mit Michael Hinz in der Haupt- und Titelrolle.

## Handlung
Der kleine Helmut Krauss hat nie ein richtiges Zuhause kennengelernt. Seine Eltern sind während des Zweiten Weltkriegs bei einem Bombenangriff ums Leben gekommen. Während der Berliner Blockade schließt der in Berlin stationierte Captain Smith von der U.S. Air Force den Waisen in sein Herz und kümmert sich um ihn, so gut er kann. Als die Luftbrücke 1949 beendet wird, will er ihn adoptieren. Doch plötzlich wird Smith nach Korea versetzt und Helmut an eine Bauernfamilie nach Bayern weggegeben. Dort ist der Junge aber unglücklich, zumal er zu Unrecht des Gelddiebstahls verdächtigt wird und seinen Beteuerungen, er sei unschuldig, nicht geglaubt wird. Schließlich muss Helmut sogar im Jugendgefängnis eine Strafe antreten. Nach sechs Jahren wird er schließlich entlassen.
Helmut ist inzwischen ein junger Mann geworden. Er hat nur noch einen Wunsch: So schnell wie möglich raus aus Deutschland und in die USA, um sich dort ein neues Leben aufzubauen. Doch als Vorbestraften lässt man ihn nicht einreisen. Da erinnert er sich an die Zeit mit seinem einstigen Beschützer Captain Smith. Helmut verschafft sich daraufhin eine komplette US-Uniform in einer amerikanischen Kaserne und das Soldbuch eines gewissen McNulty. Helmut gelingt es sogar, in den für Deutsche und Zivilisten abgesperrten Bereich des Rhein-Main-Flughafens zu gelangen, in der Hoffnung, per Flugzeug nach Amerika gelangen zu können. Dem am Flughafen stationierten Sergeant Harrigan, an dem Helmut vorbeimuss, kann er eine glaubwürdige Geschichte auftischen, so dass dieser Helmut passieren lässt.
Zwischen sich und seiner Zukunft in den Vereinigten Staaten steht jetzt nur noch der notwendige Passagierschein, den sich Helmut organisieren muss. Kurzerhand fälscht er einen Marschbefehl auf den Namen des Soldbuchinhabers McNulty. Fast kommt er damit durch, als plötzlich der echte McNulty auftaucht. Helmut wird verhaftet, vor ein US-Militärgericht gestellt – und freigesprochen. Denn, so die Begründung: Wenn sich die US-Army von einem Zivilisten derartig täuschen lasse, sei sie selbst schuld. Helmut, der „tolle Hecht“, beschließt nunmehr doch in Deutschland zu bleiben und an die Seite seiner Jugendliebe Inge zurückzukehren, deretwegen er zu Unrecht im Jugendgefängnis saß.

## Produktion
Der Film erlebte am 19. Dezember 1961 in Kaiserslautern seine deutsche Erstaufführung.
Toller Hecht auf krummer Tour ist der einzige Deutschland-Ausflug des auf bullige und kraftvolle Typen abonnierten Hollywood-Schauspielstars der 40er und 50er Jahre, William Bendix.
Hans Sohnle entwarf die Filmbauten, Herbert Ploberger die Kostüme.

## Kritik
Das Lexikon des Internationalen Films urteilte: „Die unstimmige Geschichte, die mit ihrer Thematik und Besetzung die deutsch-amerikanische Freundschaft feiern möchte, versandet zwischen den vielen Albernheiten, die sich auf Helmuts Zick-Zack-Weg […] auftürmen.“
Der Movie & Video Guide schrieb über den Film, der in den USA unter dem Titel The Phony American lief: „Strange casting is more interesting than tale of a German WW2 orphan, now grown up, wishing to become an American, and a U.S. air force pilot“.